# C17 (стандартна версія C)
C17 (неофіційно ISO/IEC 9899:2018) — стандарт для мови програмування C, підготовлений у 2017 році та опублікований у червні 2018 року. Він замінив C11 (ISO/IEC 9899:2011)  та буде заміненим C23 (ISO/IEC 9899:2023), коли він буде опублікований у 2024 році.  Оскільки він розроблявся у 2017 році, але був офіційно опублікований у 2018 році, C17 іноді називають C18.

## Нові можливості
C17 виправляє численні дрібні помилки у стандарті C11 без впровадження нових функцій. 
Значення макросу __STDC_VERSION__ збільшено до 201710L.
Щоб отримати докладний список змін порівняно з попереднім стандартом, перегляньте Clarification Request Summary for C11 . 

## Підтримка компіляторів
Список компіляторів, які підтримують C17:
- GCC 8.1.0 [4]
- LLVM Clang 7.0.0 [6]
- IAR EWARM v8.40.1 [7]
- Microsoft Visual C++ VS 2019 (16.8) [8]
- Pelles C 9,00 [9]

## Подальше читання
- N2176 (фінальний проект стандарту C17); WG14; 2017 рік.
- ISO/IEC 9899:2018 (офіційний стандарт C17); ISO ; 2018 рік.